# Partido Democrático (Timor Oriental)
El Partido Democrático es un partido político de Timor Oriental fundado el 10 de junio de 2001.
El mismo año de su fundación se presenta a las elecciones parlamentarias donde se convierte en la segunda fuerza política del país al obtener 8,7% de los votos para un total de 7 escaños, sólo superado por el FRETILIN que logró el 57,4% y 55 asientos. En las presidenciales de 2007 Fernando de Araújo presidente del partido se presenta como el candidato y consigue el tercer puesto en la primera ronda al obtener el 19,18% de los votos. En estas elecciones obtuvo el primer lugar en los distritos de Bobonaro, Cova-Lima, Ermera y Oecussi-Ambeno. Para las parlamentarias de 2007 obtiene poco más del 11% de los votos quedando en el cuarto puesto consolidándose como uno de los partidos más grandes del país.
Mariano Assanami Sabino es el secretario general del Partido Democrático.